# American Crude
American Crude ist eine US-amerikanische Komödie von Craig Sheffer aus dem Jahr 2008.

## Handlung
Der Anwalt Johnny hilft seiner ehemaligen Mandantin Carlos, aus dem Gefängnis zu fliehen. Diese ist nun auf der Jagd nach Enrique und seiner Gang, um Rache zu üben, da sie als Kind von ihnen vergewaltigt wurde. Johnny will mit seinem besten Freund Bill dessen Junggesellenabschied feiern. Das ist keine leichte Situation für ihn, denn obwohl er bereits mit Jane verheiratet ist, ist Bills Verlobte Olivia seine große Liebe. Seine letzte Nacht in Freiheit soll Bill noch einmal genießen, deswegen arrangiert Johnny ein Treffen mit der Prostituierten Gigi. Bill nimmt sie in seinem Auto mit, und es kommt während der Fahrt zum Oralverkehr.
Die Situation wird von einem Polizisten beobachtet, der die beiden in einer Seitenstraße festnimmt. Unterdessen hat Carlos einen der Männer gefunden und will ihn zur Rede stellen, doch dieser flieht. Sie landen in der Seitenstraße, in der auch das Polizeiauto steht. Enriques Mitarbeiter fühlt sich nun in Sicherheit vor Carlos, doch diese erschießt ihn und den Polizisten. Da Bill an Gigi gekettet ist, muss er zusammen mit ihr in ihre Wohnung fliehen.
Unterdessen kommen sich Olivia und Jane näher und entwickeln Gefühle füreinander. Bill muss erkennen, dass Gigi eigentlich ein Mann ist, und nach einigen Auseinandersetzungen verlässt sie zusammen mit dem Hausmeister, der sie von den Handschellen befreit hat, die Wohnung. Bill alarmiert die Polizei, doch der Bruder des toten Polizisten glaubt, dass Bill und Gigi ihn erschossen haben, und ist auf Rache aus. Er fährt zur Wohnung und will Bill mit einer elektrischen Säge töten. Nach einem Kampf fallen beide mit der Säge in der Hand in die gefüllte Badewanne und sterben durch den Stromschlag.
Währenddessen kommt heraus, dass Olivia von Johnny schwanger ist. Carlos findet nun auch Enrique und seine Gangmitglieder, erschießt sie und raubt sie aus. Allerdings zeigt sie ihrem Freund Spinks wieder, dass sie ihm nicht vertraut, und beleidigt ihn. Dieser hat keine Lust mehr, sich wie ein Sklave behandeln zu lassen, überfährt Carlos und nimmt sich das Geld. Doch als er ihr den Rücken zudreht, erschießt sie ihn. Die beiden sterben Arm in Arm. Johnny wird von der Polizei verfolgt, nachdem seine Mutter ihn kontaktiert hat, weil sein Vater minderjährige Mädchen verkauft. Er entdeckt das gefesselte Mädchen und bedroht seinen Vater mit einer Axt. Nach einer Verfolgungsjagd sind sie auf dem Dach, und sein Vater fällt über die Brüstung. Er wird anfangs noch von seinem Sohn festgehalten, doch wenig später lässt er los, und sein Vater stürzt hinab. Johnny wird von der Polizei verhaftet und kommt ins Gefängnis. Bei einem Besuch erzählen Jane und Olivia ihm, dass die beiden ein Paar sind und das Kind zusammen aufziehen.